# 额日央川吉音淖尔
额日央川吉音淖尔，又称天鹅湖，是一个位于中国内蒙古自治区阿拉善盟额济纳旗苏泊淖尔苏木与巴彦陶来苏木交界处的一个内流湖，历史上是居延泽的一部分，地处京新高速公路（G7）南侧，巴彦陶来苏木政府驻地以东约35千米，苏泊淖尔苏木政府驻地以东约70千米的巴丹吉林沙漠地区。《中国湖泊志》附录中记录本湖为“无名湖”，水位890米，湖长7.6千米，最大宽2.4千米，平均宽1.2千米，面积9.2平方千米。
额日央川吉音淖尔曾在20世纪末与东居延海（苏泊淖尔）一同干涸，21世纪初开展一系列调水管理，已恢复部分水面。湖区现已被开发为古居延泽景区。